# Jurij Płeszakow
Jurij Serhijowycz Płeszakow, ukr. Юрій Сергійович Плешаков (ur. 29 sierpnia 1988 w Sewastopolu, zm. 22 listopada 2020 tamże) – ukraiński piłkarz, grający na pozycji napastnika.

## Kariera piłkarska

### Kariera klubowa
Wychowanek SDJuSzOR-5 w Sewastopolu, barwy którego bronił w juniorskich mistrzostwach Ukrainy (DJuFL). W 2005 rozpoczął karierę piłkarską w drużynie rezerwowej Metalista Charków. Latem 2006 został piłkarzem PFK Sewastopol. Na początku 2011 został wypożyczony na pół roku do białoruskiej Biełszyny Bobrujsk. Na początku 2013 został wypożyczony do Desny Czernihów.

### Sukcesy klubowe
- mistrz Pierwszej Lihi Ukrainy: 2010